# (400000) 2006 DK190
(400000) 2006 DK190 es un asteroide perteneciente al cinturón de asteroides descubierto por Spacewatch el día 27 de febrero de 2006 desde el Observatorio Nacional de Kitt Peak. 

## Designación y nombre
Designado provisionalmente como 2006 DK190.

## Características orbitales
2006 DK190 está situado a una distancia media de 2,402 ua, pudiendo alejarse un máximo de 2,780 ua y acercarse un máximo de 2,023 ua. Tiene una excentricidad de 0,157.

## Características físicas
Este asteroide tiene una magnitud absoluta de 18,1.